# 122. peruť (Izrael)
122. peruť (hebrejsky טייסת 122‎) Izraelského vojenského letectva, také známá jako peruť Nachšon (dříve „Dakota“, či „peruť Dakot“), je jednotka vybavená stroji Gulfstream G550 a umístěná na základně Nevatim. 
Peruť provozuje pět strojů G550, v Izraelském letectvu označených Nachšon, ve variantách Nachšon-Ejtam a Nachšon-Šavit. Dva z nich jsou užívány v roli strojů systému včasné výstrahy a řízení (AWACS) a tři jako letouny radiového a radiotechnického průzkumu.
Do roku 2000 jednotka operovala se stroji Douglas DC-3 „Dakota“.